# Премудрости Соломонове
Премудрости Соломонове или Књига Мудрости Соломонових је једна од девтероканонских књига, које као саставни део Старога завета признају и поједини православни теолози.
У првом преводу Библије на грчки језик, под називом Септуагинта, сврстана је међу седам мудросних књига заједно са Књигом о Јову, Псалмима, Причама Соломуновим, Књигом проповедниковом, Песмом над песамама и Књигом Сираховом. Књига нема директне везе са јеврејским краљем Соломоном, осим што је Соломон био познат по мудрости. Писац књиге није познат, сматра се да је то био неки образовани Јеврејин из Александрије, који је добро познавао религију, филозофију и етику. Књига је написана у 2. или 1. веку п. н. е. Уз Књигу Сирахову, најмлађа је књига Старога завета.
Главна теме књиге су мудрост и праведност. Почиње речима: "Заволите праведност, судије земаљске размишљајте о Господу, у доброти и простоти срца тражите Га. (Мудр 1,1). Мудрост долази од Бога и води ка јединству с Њим. На неколико места у књизи, Мудрост је поистовећенаа са Богом. Апостол Павле је у Новом завету Исуса назвао "Мудрост Божија“. У другом поглављу наговешћују се Исусове муке и поступање власти према њему: "Зато га искушајмо поругом и муком да истражимо благост његову и да просудимо стрпљивост његову. Осудимо га на смрт срамотну, јер ће му, како вели, доћи избављење (Мудр 2,19-20) ". У књизи се препознаје утицај филозофије Платона и Филона Александријског, који је био јеврејски хеленистички филозоф, који је тражио компромис између јеврејске религије и хеленистичког схватања живота и филозофије. Јеванђеље по Матеју на неколико места се позива на ову књигу.